# Zevenbergen
Zevenbergen és un poble situat en el municipi neerlandès de Moerdijk, a la província del Brabant del Nord. El gener de 2009 el poble tenia 14.750 habitants.

## Història
L'1 de gener de 1997 es va fusionar a Fijnaart en Heijningen, Klundert, Standdaarbuiten i Willemstad. El nou municipi adopta el nom de Moerdijk el 1998.